# Monte Owen
El monte Owen (Mount Owen en inglés) es una montaña situada en el parque nacional Grand Teton, al noroeste de Wyoming (Estados Unidos). Con sus 3.940 metros es la segunda montaña más alta del parque nacional después del Grand Teton y también de la cordillera Teton, el macizo más joven de las Montañas Rocosas.

## Etimología
El pico fue nombrado en honor de William O. Owen, el primero en escalar el cercano e imponente Grand Teton en 1898.

## Historia
Después de dos tentativas abortadas en 1927 y 1928, la montaña fue escalada por primera vez en 1930, siendo una de las últimas del macizo en escalarse.